# Tachyancistrocerus serenus
Tachyancistrocerus serenus är en stekelart som först beskrevs av Giordani Soika 1935.  Tachyancistrocerus serenus ingår i släktet Tachyancistrocerus och familjen Eumenidae. Inga underarter finns listade i Catalogue of Life.